# Raión Industrial
Raión Industrial (en ucraniano: Індустріальний район) es un raión o distrito urbano de Ucrania, en la ciudad de Dnipró. 
Comprende una superficie de 33 km².

## Demografía
Según estimación 2010 contaba con una población total de 134425 habitantes.